# ALICE MEMORIAL 1972〜1975
『ALICE MEMORIAL 1972〜1975』（アリス・メモリアル 1972〜1975）は、1980年3月にリリースされたアリスのベスト・アルバム。

## 解説
デビュー年である1972年〜1975年にリリースされたシングル・アルバムから選曲された2枚組のベスト・アルバム。
ポリスターへ移籍後にリリースされた。
同年6月には本作の第2弾『ALICE MEMORIAL 1976〜1979』がリリースされている。
1993年に初CD化され、1998年にもリリース。
CDではDISC 1にはSIDE 1とSIDE 2、DISC 2にはSIDE 3とSIDE 4が収録された。

## 収録曲

### SIDE 1
1. 走っておいで恋人よ(3分31秒)
  - 作詞・作曲:谷村新司／編曲:青木望
2. さよなら昨日までの悲しい思い出(3分01秒)
  - 作詞・作曲:谷村新司／編曲:青木望
3. アリスの飛行船(3分20秒)
  - 作詞・作曲:谷村新司／編曲:Head
4. ティンカベル(2分55秒)
  - 作詞:谷村新司／作曲:堀内孝雄／編曲:Head
5. 移り行く時の流れに(2分32秒)
  - 作詞:谷村新司／作曲:堀内孝雄／編曲:Head
6. 明日への讃歌(4分31秒)
  - 作詞・作曲:谷村新司／編曲:Head

### SIDE 2
1. 愛の光(4分55秒)
  - 作詞・作曲:谷村新司／編曲:木田高介
2. おまえ(3分36秒)
  - 作詞・作曲:谷村新司／編曲:アリス・木田高介
3. 誰もいない(3分39秒)
  - 作詞・作曲:谷村新司／編曲:アリス・木田高介
4. 白い夏(3分14秒)
  - 作詞:堀内孝雄・矢沢透／作曲:矢沢透／編曲:アリス・木田高介
5. 帰り道(3分09秒)
  - 作詞:谷村新司／作曲:堀内孝雄／編曲:アリス
6. 青春時代(2分44秒)
  - 作詞:なかにし礼／作曲・編曲:都倉俊一

### SIDE 3
1. 青春の影(3分46秒)
  - 作詞・作曲:谷村新司／編曲:青木望
2. 涙化粧(2分46秒)
  - 作詞:松本隆／作曲・編曲:渋谷毅
3. 走馬燈(3分14秒)
  - 作詞:谷村新司／作曲:堀内孝雄／編曲:青木望
4. かもめ(3分39秒)
  - 作詞・作曲:谷村新司／編曲:青木望
5. 青春ノート(3分01秒)
  - 作詞:なかにし礼／作曲・編曲:都倉俊一
6. 二十歳の頃 (3分11秒)
  - 作詞:なかにし礼／作曲・編曲:都倉俊一

### SIDE 4
1. 紫陽花(3分19秒)
  - 作詞:谷村新司／作曲:堀内孝雄／編曲:青木望
2. 想春賦(5分09秒)
  - 作詞・作曲:矢沢透／編曲:青木望
3. 黒い瞳の少女(2分19秒)
  - 作詞:谷村新司／作曲:堀内孝雄／編曲:矢沢透
4. ポイント・アフターの夜(3分08秒)
  - 作詞・作曲:谷村新司／編曲:篠原信彦
5. やさしさに包まれて(3分03秒)
  - 作詞・作曲:谷村新司／編曲:矢沢透
6. 今はもうだれも(3分55秒)
  - 作詞・作曲:佐竹俊郎／編曲:矢沢透